# 大仏開眼 (テレビドラマ)
『大仏開眼』（だいぶつかいげん）は、NHK大阪放送局制作の「古代史ドラマスペシャル」第3弾として、NHK総合で2010年4月3日と4月10日の19時30分から20時59分に前後編で放送された日本のテレビドラマ。奈良時代の大仏建立を巡る人間模様を、遣唐使・吉備真備を中心に阿倍内親王と藤原仲麻呂の3人を軸に描く。池端俊策作、吉岡秀隆主演。平成22年度文化庁芸術祭参加作品。

## 制作
平城京遷都1300年にあたる2010年、『聖徳太子』『大化改新』に続く古代史ドラマ第3弾としてNHK大阪放送局が制作した。大仏建立が国家の大事業となっていく8世紀、どのようにして「日本」という国家の形が出来上がっていったのか、吉備真備を中心に貴族間の政争、税と飢餓に苦しむ民の姿を交えながら描く。
吉岡秀隆が主演・吉備真備役を務め、ヒロイン・阿倍内親王役を石原さとみ、吉備真備と敵対する藤原仲麻呂役を本作が初の時代劇出演となる高橋克典が演じた。

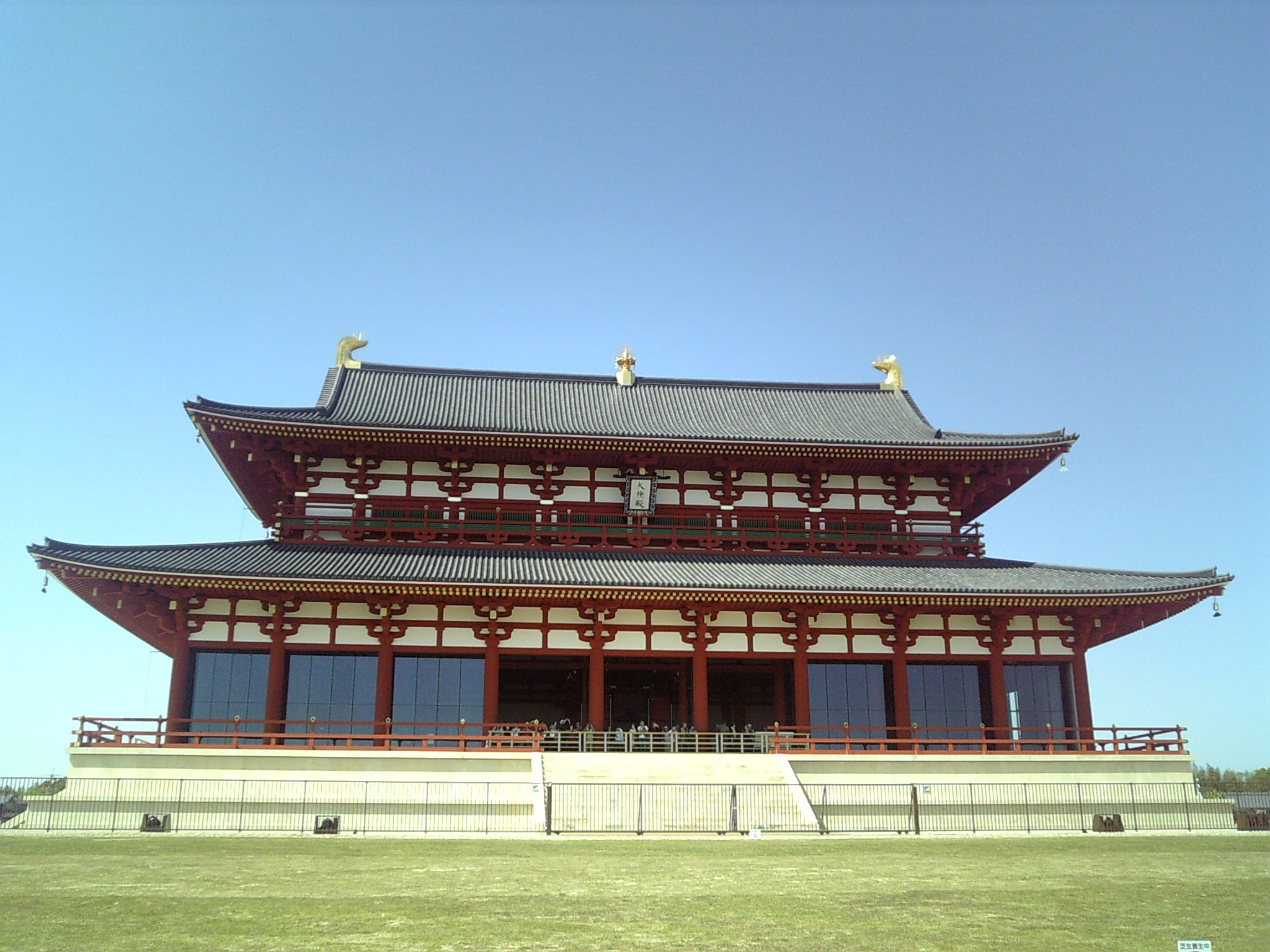
平城宮跡大極殿（復原）

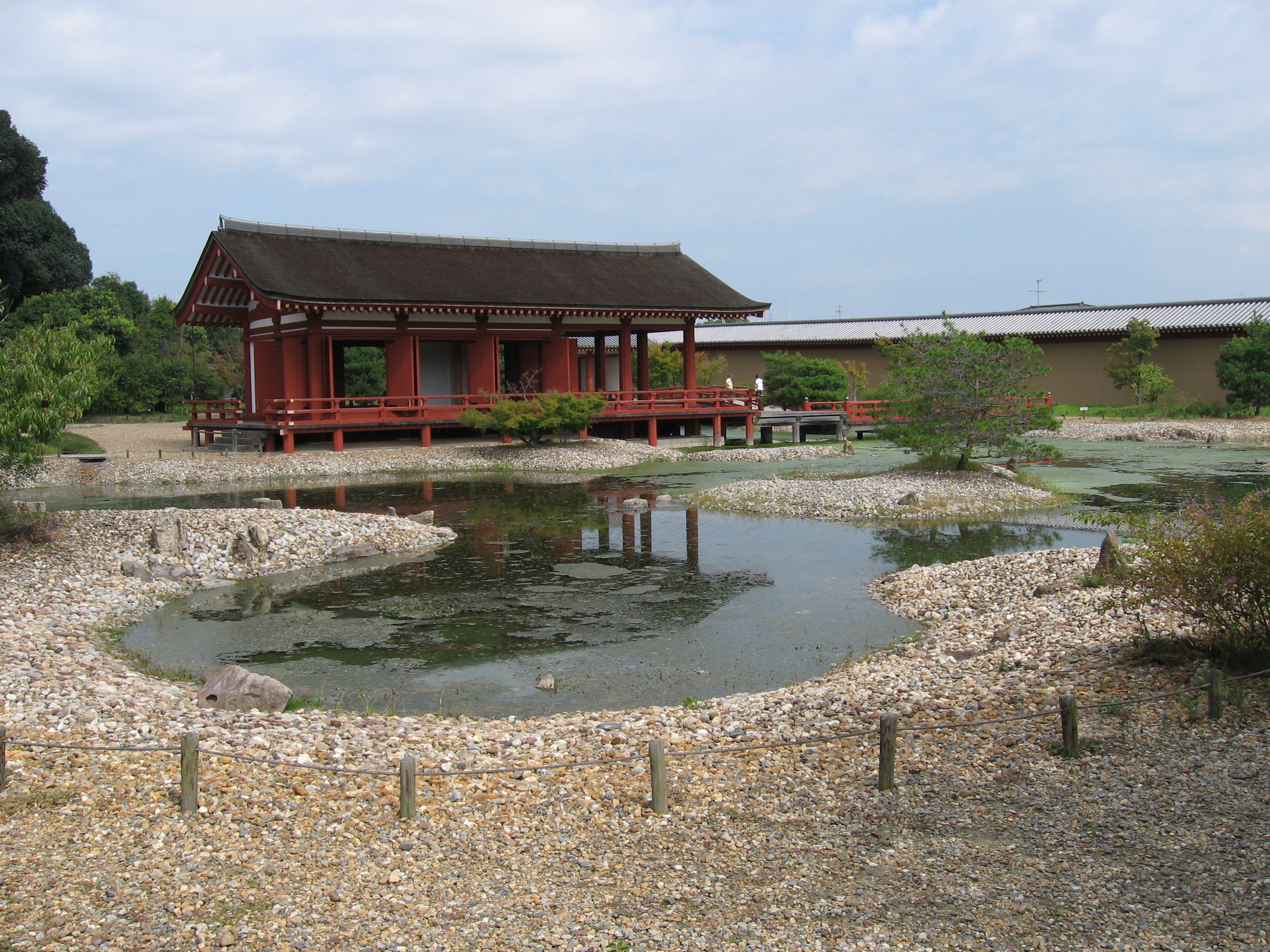
平城宮跡東院庭園

撮影は2009年10月から2010年1月にかけて、京都市の東映京都撮影所にほぼ原寸の大仏半身のセットを設けたほか、文化庁より特別に使用認可を得て平城遷都1300年記念事業にあわせ約9年をかけて復原された第1次大極殿を用いての撮影や、東院庭園での撮影など、平城宮跡でのロケが行われた。赤や紫といった天平衣装や髪型、メイクも当時のまま再現されている。

## 放送日程
NHK総合テレビジョンでは、4月3日 19:30 - 20:59に前編が、4月10日 19:30 - 20:59に後編がそれぞれ放送された。
| 放送回 | 放送日  | 放送日  |
| 放送回 | 総合    | BShi    |
| ------ | ------- | ------- |
| 前編   | 4月03日 | 3月27日 |
| 後編   | 4月10日 | 4月04日 |

再放送
- 2010年10月9日 16:31 - 18:00、NHK総合（前編）
- 2010年10月10日 16:30 - 17:59、NHK総合（後編）
- 2011年3月5日 13:00 - 14:29、NHK BShi（前編）
- 2011年3月5日 14:30 - 15:59、NHK BShi（後編）
- 2020年9月5日 21:00 - 22:29、NHK BSプレミアム（前編）
- 2020年9月12日 21:00 - 22:29、NHK BSプレミアム（後編）
- 2021年1月1日 16:00 - 17:29、NHK BSプレミアム（前編）
- 2021年1月1日 17:29 - 18:58、NHK BSプレミアム（後編）

## 関連商品
DVDがポニーキャニオンより2010年8月18日にリリースされた。
サウンドトラック
- 千住明『NHK古代史ドラマスペシャル「大仏開眼（だいぶつかいげん）」オリジナル・サウンドトラック』（2020年4月25日、ライヴノーツ、WWCC-7647）

DVD
- 大仏開眼（2010年8月18日、ポニーキャニオン、PCBE-53605）

## あらすじ
前編
天平6年、下級貴族の出である遣唐使・吉備真備は僧・玄昉とともに17年ぶりに日本に帰国。唐で得たたぐいまれな学才を認められて阿倍内親王の教育係に抜擢された真備と、唐で見た大仏を日本にも造ることを夢見て権力に食い込む玄昉は、藤原氏と古い貴族たちとの権力闘争の渦中に巻き込まれることとなる。
天平9年、日本中を襲った天然痘で、それまで政治に大きな影響を及ぼしていた藤原の四兄弟が病死し、古い貴族である橘諸兄が権力を握る。疫病、飢饉、戦乱が相次ぐなか、真備は社会事業に取り組む僧・行基と出会い、聖武天皇は河内の智識寺で見た廬舎那仏と寺を支える人々の姿に魅了される。
天平12年に藤原広嗣の乱が勃発すると、藤原仲麻呂は光明皇后を担いで乱に呼応しようとする。右衛士督（うえじのかみ）となっていた真備は、聖武天皇に「藤原氏の作った都」である平城京から出ることを進言し、仲麻呂には藤原不比等が目指した律令国家即ち「戦ではなく法で治める国」の宰相となるべきだと説得する。
後編
平城京を出て橘諸兄の影響が強い恭仁京へ入った聖武天皇は大仏への思いを募らせる。真備は相次ぐ天変地異や飢饉により国が疲弊し、恭仁京の建設もままならない中での大仏造立に反対するが、聖武天皇に行基を引き合わせ、皆の心が大仏を欲すれば大仏造立に協力するという行基の言葉を引き出させる。天平15年に大仏造立の詔が発せされ、恭仁京に大仏が造立されることとなるが、平城京への還都を望む仲麻呂と玄昉は、藤原氏の血をひかない安積親王を毒殺する。
天平17年、都は平城京に戻り、権力を握った仲麻呂によって、玄昉は九州へ追放され、殺害される。真備は行基から玄昉が大仏に託した願いを聞かされ、玄昉と行基の思いを引き継いで大仏を見届けることを決心するが、絶大な権力を握った仲麻呂によって、筑後守、遣唐副使と京から追いやられてしまう。平城京では、阿倍内親王が天皇に即位し、9年の歳月をかけて造られた大仏の開眼法要が行われたが、そこには真備も行基も玄昉もいなかった。
　天平勝宝6年、唐から奇跡の生還を果たした真備が見たのは、権力者となった仲麻呂の支配の下で政治が腐敗し、民が苦しむ姿だった。仲麻呂は再び真備を九州へと追いやるが、後ろ盾だった光明皇太后が崩御するとその権勢にも翳りが生じる。
仲麻呂によって太上天皇となっていた孝謙上皇は、真備を造東大寺長官として京へ呼び戻し、仲麻呂追討の火の手が上がる。真備は盧舎那仏像の前で国を疲弊させる戦にしないことを誓うのだった。

## 登場人物

### 主要人物
下道真備 → 吉備真備（きびのまきび）
演 - 吉岡秀隆
主人公。下級貴族の出で遣唐留学生として多くの知識を学んだ。兵法にも長けており、「戦わずして勝つ」ことを信条とする。
阿倍内親王（あべのないしんのう） → 孝謙天皇
演 - 石原さとみ
藤原仲麻呂（ふじわらのなかまろ）
演 - 高橋克典
玄昉（げんぼう）
演 - 市川亀治郎
真備とともに帰国した遣唐留学僧。藤原宮子の病を治したことで権力を得る。
藤原武智麻呂（ふじわらのむちまろ）
演 - 苅谷俊介
吉備由利（きびのゆり）
演 - 内山理名
葛城王 → 橘諸兄（たちばなのもろえ）
演 - 草刈正雄
藤原宮子（ふじわらのみやこ）
演 - 江波杏子
行基（ぎょうき）
演 - 笈田ヨシ
光明皇后（こうみょうこうごう）
演 - 浅野温子
聖武天皇（しょうむてんのう）
演 - 國村隼

### その他の人物
真備の母
演 - 宮下順子
海蔵（かいぞう）
演 - 山中聡
真備の従者。浮浪として追われていたところを真備と由利に助けられる。もとは行基のもとで社会事業に従事していた。
藤原宇合（ふじわらのうまかい）
演 - 井之上チャル
藤原広嗣（ふじわらのひろつぐ）
演 - 波岡一喜
大伴家持（おおとものやかもち）
演 - 中山麻聖
藤原巨勢麻呂（ふじわらのこせまろ）
演 - 南圭介
藤原乙麻呂（ふじわらのおとまろ）
演 - 浜口望海
藤原房前（ふじわらのふささき）
演 - 門田裕
藤原麻呂（ふじわらのまろ）
演 - 田村ツトム
多治比真人広成（たじひのまひと ひろなり）
演 - 高井高陽
安積親王（あさかしんのう）
演 - 中村凜太郎
大伴牛養（おおとものうしかい）
演 - 谷口高史
藤原久須麻呂（ふじわらのくすまろ）
演 - 伊藤聡
官人（かんにん）
演 - 荒木悠司

## スタッフ
- 作 - 池端俊策
- 音楽 - 千住明
- 美術監督 - 西岡善信
- 時代考証 - 東野治之
- 風俗考証 - 猪熊兼勝
- 建築考証 - 鈴木嘉吉
- 撮影協力 - 東大寺、文化庁、奈良文化財研究所、法相宗大本山薬師寺、平安神宮、春日大社、京都 大覚寺、下鴨神社、比叡山延暦寺、奈良県、京都府亀岡市、京都府笠置町観光協会、福井フィルムコミッション、奈良フィルムコミッション、滋賀ロケーションオフィス、朝倉氏遺跡保存協会
- 所作指導 - 飛鳥左近
- 殺陣指導 - 上野隆三
- 雅楽指導 - 佐藤浩司
- 古語指導 - 堀井令以知
- 古代髪型考証 - 南登美子
- 馬術指導 - 岸本学
- 医学監修 - 大橋秀一
- 伎楽作曲 - 芝祐靖
- 雅楽演奏/伎楽演奏 - 天理大学雅楽部
- 資料提供 - 小泉武寛、天平楽府
- ナレーション - 真下貴（NHKアナウンサー）
- 語り - 内山理名
- プロデューサー - 三鬼一希
- 制作統括 - 城谷厚司
- 演出 - 田中健二
- 制作・著作 - NHK